# Cichlasoma beani
Cichlasoma beani es una especie de peces de la familia Cichlidae en el orden de los Perciformes.

## Morfología
Los machos pueden llegar alcanzar los 30 cm de longitud total.

## Distribución geográfica
Se encuentra en la zona  pacífica de México. Antes estaba presente en California (Estados Unidos).